# Miroslav Kárný
Miroslav Kárný (* 9. September 1919 in Prag; † 9. Mai 2001 ebenda) war ein tschechischer Historiker und Holocaust-Forscher.

## Leben
Miroslav Kárný, der aus einer assimilierten jüdischen Familie stammte, absolvierte in seiner Geburtsstadt nach der Grundschule das Akademische Gymnasium und begann an der Karls-Universität Prag das Studium der Philosophie, der tschechischen Sprache und der Geschichte.

### Prag
Mitte der 1930er Jahre begann Kárný seine politische Arbeit. Er gehörte zur Redaktion des linksorientierten Magazins Mladá kultura und war seit 1936 Mitglied der Internationalen Liga für Menschenrechte. Ein Jahr später trat er der Kommunistischen Partei bei.
Nach der Besetzung Böhmens und Mährens und der Bildung des Protektorat Böhmen und Mähren im Jahr 1939 durch das Deutsche Reich konnte Kárný sein gerade begonnenes Studium nicht fortsetzen, da die tschechischen Hochschulen nach einem Studentenstreik von den Deutschen geschlossen wurden. Er arbeitete in der Landwirtschaft und schloss sich einer Widerstandsorganisation an. Am 24. November 1941 wurde Kárný zusammen mit 341 anderen Häftlingen des „Aufbaukommandos“ (Transport Ak I) nach Theresienstadt deportiert. Er arbeitete dort zunächst beim „Transportdienst“, später u. a. bei der Feuerwehr und vom Frühjahr 1942 an bei der Wasserversorgung.

### Theresienstadt
Politisch arbeitete Kárný in Theresienstadt für die illegale kommunistische Jugend. „Nachweisen kann man, daß er zu denen gehört hat, die im Rahmen der sog. ‚Freizeitgestaltung‘ der Häftlinge sich an deren Bildungsprogrammen beteiligten, und daß er Vorträge über historische Themen gehalten hat; von diesen sind wenigstens einige Titel überliefert, so zum Beispiel: Bruchstücke aus der Weltgeschichte (30 12. 1943), Die Ottonen (1. 3. 1944), Das Zeitalter der Entdeckungen (14. 3. 1944), Die Kreuzzüge (15. 3. 1944). Es könnte allerdings auch sein, daß diese Titel nur zur Tarnung konspirativer Zusammenkünfte der Widerstandsgruppe der jungen Kommunisten im Ghetto gedient haben.“
In dieser Gruppe lernte Kárný Margita Krausová kennen und heiratete sie 1944 noch in
Theresienstadt.
Mit den Herbsttransporten 1944 wurde Kárný in das KZ Auschwitz-Birkenau deportiert, sein Bruder Zdenek wurde von der Rampe weg in die Gaskammer geschickt. Wenig später kam er als KZ-Häftling in das KZ-Außenlager Kaufering III des KZ Dachau und wurde als einer der Überlebenden im April 1945 auf einem Todesmarsch nach Dachau getrieben, der mit der Befreiung durch die US-Army in München-Allach endete.

### Nach dem Zweiten Weltkrieg
Nach dem Zweiten Weltkrieg arbeitete Kárný von 1945 als Redakteur des Zentralorgans der Tschechischen Kommunistischen Partei Rudé právo. 1951 verlor im Zusammenhang mit dem Slánský-Prozess diesen Posten. Er wurde verdächtigt, hochverräterische Kontakte zu einem US-amerikanischen Agenten zu unterhalten, und aus der Kommunistischen Partei ausgeschlossen. Bis 1958 arbeitete er für die Betriebszeitung der Vereinigten Stahlwerke in Kladno und danach für die Parteizeitung Svoboda in Mittelböhmen. Seine Arbeit als Chefredakteur wurde als sehr erfolgreich eingeschätzt, so dass ihn Alexander Dubček 1967 in das Zentralkomitee der Partei holte und ihn zum Leiter der Presseabteilung machte.
Nach dem Einmarsch der Warschauer-Pakt-Staaten in die ČSSR im August 1968 wurde Kárný wieder aus der Partei ausgeschlossen und von seinem Redakteursposten entfernt. Bis zu seiner Pensionierung im Jahre 1974 arbeitete er im reprographischen Zentrum eines Beratungsinstituts in Prag. Von da an widmete er sich zusammen mit Frau Margita historischen Forschungen und der Publikation der Ergebnisse. Ein Auftrag des Jüdischen Museums Prag über den nationalsozialistischen Judenmord in Böhmen und dessen Veröffentlichung in dessen Zeitschrift Judaica Bohemiae  begründete den Ruf Kárnýs als Historiker.

## Historische Forschungen
Vier Schwerpunkte hatte die Arbeit von Kárný: „die Wirtschaftspolitik namentlich der SS, die Protektoratspolitik der deutschen Eroberer, die Barbarei der sog. ‚Endlösung‘, mit der grauenhaften Erfahrung von Birkenau, und die Geschichte des Ghettos Theresienstadt.“
Um seinem Werk Wirkung zu verschaffen, hat Kárný zahlreiche Beiträge publiziert und Foren und Publikationen genutzt. Von ihm initiiert wurde 1994 z. B. das Jahrbuch Theresienstädter Studien und Dokumente, das sowohl in einer deutschsprachigen als auch in einer tschechischsprachigen Ausgabe im Verlag des Instituts Theresienstädter Initiative erschien. Die letzte Ausgabe erschien mit dem Band 2008 im Jahr 2009. Ein Werk hat Kárný nicht mehr zu Ende bringen können, das er zusammen mit Margita Kárná schon vor Jahren begonnen hatte: das Kalendarium der Ereignisse in Theresienstadt, eine tägliche Chronik des Lebens in Theresienstadt zwischen 1941 und 1945.

### Deutsche Juden in Theresienstadt
Eine der letzten Beiträge von Miroslav Kárný trägt den Titel: Deutsche Juden in Theresienstadt und ist sowohl in tschechischer wie auch in deutscher Sprache in den Theresienstädter Studien und Dokumente erschienen. Darin beschreibt der Autor die Entwicklung Theresienstadts nach der Nazi-Besetzung. Es sollte zum zentralen Sammel- und Durchgangslager für die jüdische Bevölkerung des Protektorates werden, gleichzeitig aber auch zu einem Lager für ausgesuchte deutsche Juden – mit zeitweiligem Vorzeigecharakter gegenüber der internationalen Öffentlichkeit. Die Genesis dieser zweiten Rolle zeichnet Kárný in seinem Beitrag nach, wobei er keinen Zweifel daran lässt, dass diese Funktion im Zusammenhang mit der von den Nazi deklarierten „Endlösung der Judenfrage“ steht.
„Was war Theresienstadt in den Jahren 1941–1945?“, fragt der Autor und kommt zu folgender Antwort:
„Die Bezeichnung Ghetto für Theresienstadt und weitere von der SS gegründete Ghettos war eine bewußte Pervertierung dieses Begriffs. Der führende Ideologe der nazistischen antijüdischen Politik, Peter Heinz Seraphim, charakterisierte den Unterschied zwischen den mittelalterlichen und den nazistischen Ghettos folgendermaßen:
Das Ghetto des Mittelalters war in weit höherem Maße ein Recht der Juden als eine Zwangsmaßnahme. Das Ghetto des Mittelalters war seinem inneren Gehalt nach eine wesentlich freiwillige Wohngemeinschaft, die zudem keineswegs eine geschäftliche Berührung von Juden und Nichtjuden ausschließt… Das gegenwärtige Zwangsghetto, ohne Berührung mit den Nichtjuden, sei jedoch – so Seraphim – nur eine Isolierungszone vor der Endlösung. (…)
Manche Ghettos“, schließt Kárný seine Überlegungen, „wurden allerdings von Anfang an als Lager errichtet, und die Bezeichnung Ghetto war aus verschiedenen Gründen auch in diesem Sinne nur formell. Gerade Theresienstadt ist dafür ein ausgeprägtes Beispiel.“
Galt das für die Rolle Theresienstadt im Hinblick auf die tschechischen Juden, so lässt Kárný keinen Zweifel daran, dass das auch für die deutschen im sog. „Altersghetto“ zutraf.
„In Theresienstadt“, schreibt er, „waren 73.468 tschechische und 42.921 deutsche Juden, die nach Theresienstadt vor dem 20. April 1945 deportiert worden waren. Der Unterschied der Sterblichkeit der tschechischen und der deutschen Juden direkt in Theresienstadt war sehr groß, was als Folge der unterschiedlichen Altersstruktur angesehen werden kann.
In Theresienstadt selbst starben insgesamt 6152 tschechische Häftlinge; das waren 8,37 % der ganzen Häftlingszahl aus tschechischen Transporten – es starb jeder Zwölfte. Die Sterblichkeit der deutschen Gruppe war in Theresienstadt fast sechsmal höher. Es starben hier 20.848 deutsche Juden, das waren 48,57 % der ganzen Häftlingszahl aus deutschen Transporten – jeder Zweite.
Wenn wir aber das Schicksal der tschechischen und der deutschen Gruppe vergleichen wollen“, fährt er fort, „müssen wir diese Angaben um die Zahlen der aus Theresienstadt nach dem Osten Deportierten ergänzen. Nach dem Osten wurden aus Theresienstadt 60.382 tschechische Juden deportiert (das waren 82,19 %) und 16.098 deutsche Juden (37,5 %). Von den tschechischen Juden überlebten 3097, von den deutschen weniger als 100. Das bedeutet, daß nach der Deportation aus Theresienstadt im Osten – bei der Ostwanderung, wie es der Chef der Konzentrationslager Oswald Pohl nannte – 57.285 tschechische Juden und ungefähr 16 000 deutsche Juden umkamen.
Zusammenfassend: der Prozentsatz aller Sterbefälle der Theresienstädter Häftlinge – d. h. der Tod in Theresienstadt und der Tod nach weiterer Deportation – ist bei den tschechischen Juden 86,35 % (63.437 Todesfälle), bei den deutschen Juden 85,85 % (36.848 Tote). Die Todesbilanz beider Häftlingsgruppen unterscheidet sich nur um ein halbes Prozent.“

## Schriften
Bücher
- Mit Götz Aly und Susanne Heim: Sozialpolitik und Judenvernichtung. Gibt es eine Ökonomie der Endlösung? (= Beiträge zur nationalsozialistischen Gesundheits- und Sozialpolitik. 5). Rotbuch, Berlin 1987, ISBN 3-88022-954-6.
- Als Herausgeber mit Jaroslava Milotová und Margita Kárná: Deutsche Politik im „Protektorat Böhmen und Mähren“ unter Reinhard Heydrich 1941–1942. Eine Dokumentation (= Nationalsozialistische Besatzungspolitik in Europa 1939–1945. 2). Metropol, Berlin 1997, ISBN 3-926893-44-3.
- Als Herausgeber mit anderen: Theresienstädter Gedenkbuch. Die Opfer der Judentransporte aus Deutschland nach Theresienstadt 1942–1945 (= Edition Theresienstädter Initiative.). Institut Theresienstädter Initiative im Verlag Academia u. a., Prag u. a. 2000, ISBN 80-200-0793-8.

Aufsätze
- Zur Typologie des Theresienstädter Konzentrationslagers. In: Judaica Bohemiae. Jg. 17, Nr. 1, 1981, ISSN 0022-5738, S. 3–14.
- Zur Statistik der jüdischen Bevölkerung im sog. Protektorat. In: Judaica Bohemiae. Jg. 17, Nr. 2, 1986, S. 9–19.
- Das Schicksal der Theresienstädter Osttransporte im Sommer und Herbst 1942. In: Judaica Bohemiae. Jg. 17, Nr. 2, 1988, S. 83–97.
- Deutsche Juden in Theresienstadt. In: Theresienstädter Studien und Dokumente. 1, 1994, ZDB-ID 1233756-0, S. 36–53.
- „Heydrichiaden“. Widerstand und Terror im Protektorat Böhmen und Mähren. In: Loukia Droulia, Hagen Fleischer (Hrsg.): Von Lidice bis Kalavryta. Widerstand und Besatzungsterror. Studien zur Repressalienpraxis im Zweiten Weltkrieg (= Nationalsozialistische Besatzungspolitik in Europa 1939–1945. Bd. 8). Metropol, Berlin 1999, ISBN 3-932482-10-7, S. 51–63.
- Sieben Monate in Kaufering. In: Theresienstädter Studien und Dokumente. 2002, S. 13–24.